# کی‌تی‌ام ۲۰۰
کی‌تی‌ام ۲۰۰ (انگلیسی: KTM 200) یک موتورسیکلت دوزمانه تک‌سیلندر در سبک اندرو آفرود با قدرت ۴۰ اسب بخار ساخته شده توسط کمپانی کی‌تی‌ام است.
این موتورسیکلت تلاش می‌کند تا چابکی یک موتورسیکلت کلاس ۱۲۵ سی‌سی را با قدرت یک موتورسیکلت ۲۵۰ سی‌سی ترکیب کند.